# Córdoba (département colombien)
Pour les articles homonymes, voir Córdoba.
Le département de Córdoba est un des 32 départements de la Colombie. Il est situé dans le nord du pays et est riverain de la mer des Caraïbes. Il a été créé en 1951 et sa capitale est la ville de Montería.

## Toponymie
Le nom du département est un hommage au général José María Córdova, militaire colombien qui servit sous les ordres de José Antonio Páez, Simón Bolívar et Antonio José de Sucre et prit part aux guerres d'indépendance de la Colombie et du Pérou.

## Histoire

### Période précolombienne
Le territoire de ce qui deviendra le département de Córdoba était habité par les indiens Zenú. Leur nation était divisée en trois zones géographiques :
- Finzenú, qui comprenait la vallée du río Sinú et la région de Tolú. Il s'agissait de la région tournée vers la religion;
- Panzenú, entre la vallée du río San Jorge et le bassin inférieur du río Cauca. Il s'agissait d'une zone de production agricole et artisanale;
- Zenúfana, dans le centre de l'actuel département d'Antioquia, qui était le centre de gouvernement et où se trouvaient les principales ressources aurifères.

### XIXeetXXesiècles
La région est historiquement rattachée à la province de Carthagène. Celle-ci perdure après l'indépendance au sein de la Grande Colombie, puis de la République de Nouvelle-Grenade (bien qu'ayant perdu la partie de son territoire englobant la serranía de Los Motilones au profit de la province de Mompós).
Le 11 juin 1857, le Congrès crée l'État fédéral de Bolívar, entité semi-indépendante intégrée à la Confédération grenadine en 1858. En 1863, après l’avènement des États-Unis de Colombie, l’État devient l'État souverain de Bolívar.
En 1886, une nouvelle constitution abolit les États souverains et réorganise le territoire colombien en 26 départements.
Partie intégrante du département de Bolívar, la région s'en désolidarise progressivement tout au long de la première moitié du XXe siècle et acquiert finalement le statut de département le 18 décembre 1951via la loi 9 de 1951.

La province de Carthagène en 1810.
La province de Carthagène en 1855.
L'État souverain de Bolívar en 1863.
Le département de Córdoba à partir de 1951.

## Géographie

### Géographie physique

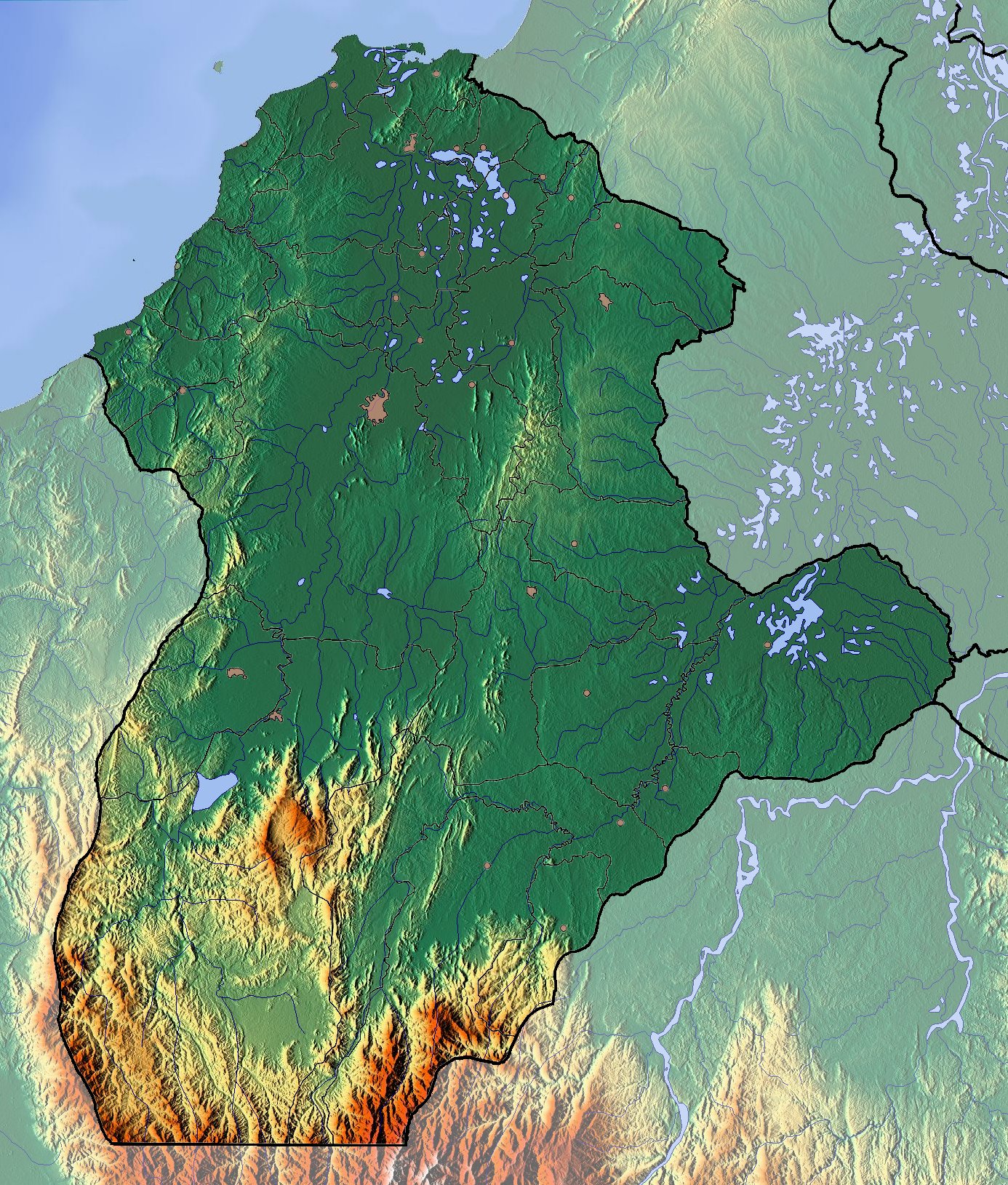
Carte topographique de Córdoba.

Le département de Córdoba est situé au nord de la Colombie. Il est bordé au nord par la mer des Caraïbes. À l'est se trouve le département de Sucre tandis qu'au sud et à l'ouest se trouve le département d'Antioquia.
Le relief est caractérisé par trois chaînes montagneuses, extensions les plus septentrionales de la cordillère Occidentale des Andes colombiennes, qui sont d'ouest en est les serranías d'Abibe, de San Jerónimo et d'Ayapel. La serranía d'Abibe marque la frontière ouest avec l'Antioquia. La serranía de San Jerónimo occupe le centre du département, dont il sépare la partie méridionale en deux vallées, celles du río Sinú et du río San Jorge. Enfin, la serranía d'Ayapel marque la frontière sud-est avec l'Antioquia. À l'extrême sud du département, ces trois chaînes se rejoignent pour former le nœud de Paramillo, zone montagneuse débordant su l'Antioquia et protégée par le parc national naturel de Paramillo.
Les deux fleuves principaux sont les ríos Sinú et San Jorge, dont les vallées séparent les trois serranías. Au nord du département, la plaine côtière qui borde le río Sinú est constellées de lacs peu profonds et de marécages (ou ciénagas).

### Découpage territorial

Municipalités de Córdoba.

Le département de Córdoba compte 29 municipalités. Sa capitale est Montería.
| Municipalité            | Superficie (km2) | Population (2005) | Densité (hab./km2) |
| ----------------------- | ---------------- | ----------------- | ------------------ |
| Ayapel                  | 2 098            | 42 629            | 20,3               |
| Buenavista              | 847              | 19 076            | 22,5               |
| Canalete                | 394              | 14 466            | 36,7               |
| Cereté                  | 359              | 83 978            | 233,9              |
| Chimá                   | 335              | 13 642            | 40,7               |
| Chinú                   | 624              | 43 331            | 69,4               |
| Ciénaga de Oro          | 644              | 53 403            | 82,9               |
| Cotorra                 | 90               | 15 037            | 167,1              |
| La Apartada             | 87,46            | 12 728            | 145,5              |
| Los Córdobas            | 430              | 18 197            | 42,3               |
| Momil                   | 152              | 14 160            | 93,2               |
| Moñitos                 | 206              | 23 653            | 114,8              |
| Montelíbano             | 1 899            | 69 277            | 36,5               |
| Montería                | 3 141            | 381 284           | 121,4              |
| Planeta Rica            | 1 188            | 61 570            | 51,8               |
| Pueblo Nuevo            | 715              | 31 754            | 44,4               |
| Puerto Escondido        | 417              | 22 331            | 53,6               |
| Puerto Libertador       | 2 062            | 33 966            | 16,5               |
| Purísima                | 122              | 14 655            | 120,1              |
| Sahagún                 | 992              | 86 189            | 86,9               |
| San Andrés de Sotavento | 318              | 63 453            | 199,5              |
| San Antero              | 191              | 26 462            | 138,5              |
| San Bernardo del Viento | 318              | 31 455            | 98,9               |
| San Carlos              | 505              | 23 762            | 47,1               |
| San Pelayo              | 481              | 39 259            | 81,6               |
| Santa Cruz de Lorica    | 1 110            | 109 974           | 99,1               |
| Tierralta               | 4 728            | 78 564            | 16,6               |
| Tuchín                  | 32               |                   |                    |
| Valencia                | 914              | 34 654            | 37,9               |

## Démographie

### Population
| 1985      | 1990      | 1995      | 2000      | 2005      | - |
| --------- | --------- | --------- | --------- | --------- | - |
| 1 056 182 | 1 155 831 | 1 255 380 | 1 361 934 | 1 467 929 | - |

### Ethnographie
Selon le recensement de 2005, 10,4 % de la population du département de Córdoba se reconnait comme étant "indigène", c'est-à-dire descendant d'ethnies amérindiennes et 13,2 % se définit comme afro-colombiennne.